# 11481 Znannya
11481 Znannya eller 1987 WO1 är en asteroid i huvudbältet som upptäcktes den 22 november 1987 av den amerikanske astronomen Edward L.G. Bowell vid Anderson Mesa Station. Den är uppkallad efter den astronomiska föreningen Znannya.
Asteroiden har en diameter på ungefär 7 kilometer.